# One of These Days
"One of These Days" er det første spor på Pink Floyds album Meddle fra 1971.
| Musik | Spire Denne musikartikel er en spire som bør udbygges. Du er velkommen til at hjælpe Wikipedia ved at udvide den. |